# Beitunia
Beitunia (en árabe: بيتونيا‎: بيتونيا), también conocida como Bitunya o Beituniya, es una ciudad palestina emplazada 3 kilómetros (1.9 millas) al oeste de Ramala y 14 kilómetros (8.7 millas) al norte de Jerusalén.
La ciudad es parte de la Gobernación de Ramallah y al-Bireh, ubicada en la Cisjordania central. Según la Oficina Central de Estadísticas de Palestina, la ciudad tenía una población aproximada de 29.934 habitantes a mediados de 2023, lo que la hacía la tercera ciudad más grande de su gobernación después de al-Bireh y Ramala.

## Historia
En la localidad se han encontrado fragmentos de cerámica de los periodos bizantino, mameluco y otomano inicial.
En 1883, la Fundación para la Exploración de Palestina sugirió en su Estudio sobre Palestina Occidental que Beitunia era la aldea cruzada de Uniet, uno de los 21 pueblos y aldeas otorgados por el rey Godofredo de Bouillón como feudo a la Iglesia del Santo Sepulcro.
En cambio, en 1887, Röhricht identificó Beitunia como Beitiumen, otro feudo entregado por el Rey al Santo Sepulcro. Conder calificó esto último de "evidentemente correcto" y, por lo tanto, de "muy dudoso" que Beitunia fuese Uniet. Abel sugirió en 1931 que Beitunia era Beit Uniet, citado en un texto de comienzos del siglo XII.
También se ha datado un gran edificio abovedado de la ciudad, llamado Badd al Balad ("almazara del pueblo"), en la era de los cruzados.

### Época Otomana
En 1517, los otomanos incorporaron el pueblo a su imperio junto con el resto de Palestina, y en el censo de 1596, Beitunia aparecía en la nahiya (subdistrito) de Al-Quds, en el liwa (distrito) de Al-Quds. Tenía una población de 75 familias y 5 hombres solteros, todos musulmanes, y pagaba impuestos sobre trigo, cebada, olivas, viñedos, árboles frutales, algunos ingresos ocasionales, cabras y/o colmenas.
El investigador estadounidense Edward Robinson mencionó el pueblo en 1838, y en 1870 el explorador francés Victor Guérin dejó constancia de que Beitunia tenía seiscientos habitantes. Muchas inscripciones que datan de 1873 en adelante han sido descritas desde la casa del mukhtar del pueblo. Un listado oficial de pueblos otomano del mismo año mostraba que Beitunia tenía un total de 147 casas y una población de 481 habitantes, aunque este recuento de población solo incluía a los hombres.
En 1883, la Fundación para la Exploración de Palestina describió Beitunia en su Estudio sobre Palestina Occidental como "una aldea de buen tamaño construida en piedra, rodeada de olivos, asentada en lo alto de una rocosa cordillera aplanada, con una llanura hacia el este. También hacia el este hay cisternas, prensas de vino y un estanque (el Baliia) que contiene agua en invierno. Hacia el norte y el este hay tumbas excavadas en la roca con entradas bien definidas, pero obstruidas."

### Mandato Británico de Palestina

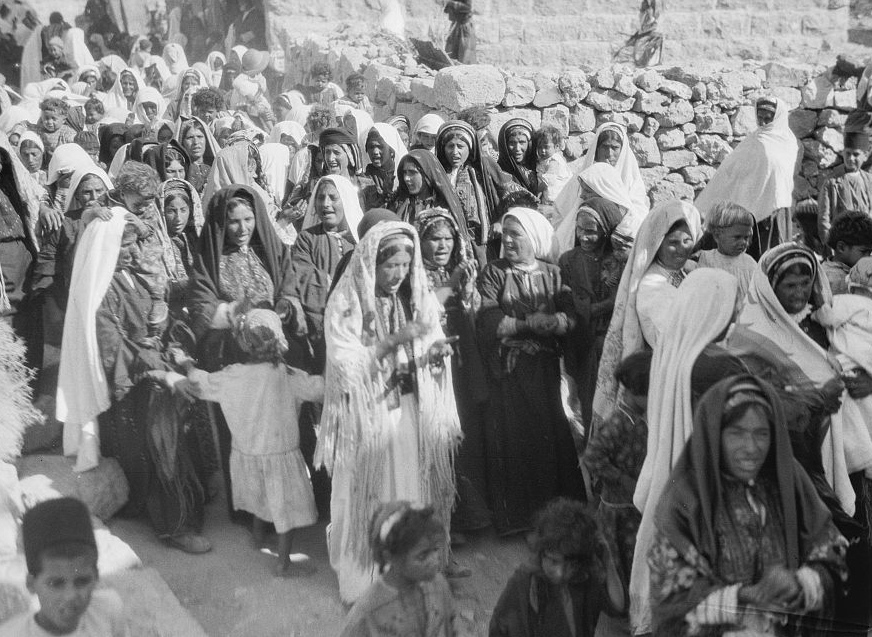
Procesión de boda, entre 1934 y 1939

En el censo de Palestina de 1922, llevado a cabo por las autoridades del Mandato Británico, Beitunia tenía una población de 948 habitantes, todos ellos musulmanes. Su población se había incrementado para el censo de 1931, año en el que Beitunia tenía una población de 1,213 habitantes, todos ellos musulmanes, que vivían en 277 casas.
Debido a la ausencia de oportunidades económicas, muchas personas emigraron a principios del siglo XX. Algunas se establecieron en el área de Chicago y participaron en los primeros pasos de la construcción de la Mezquita de Bridgeview.
En 1945, la población de Beitunia era de 1,490 habitantes, todos ellos musulmanes, y su territorio era de 23,336 dunams (2,336 hectáreas) según un estudio oficial sobre la tierra y su población. De ellos, 7,854 dunams estaban dedicados a plantaciones y tierra irrigable, 8,381 a cereales y 77 dunams eran considerados zonas urbanizadas.

### De 1948 a 1967
A la conclusión de la Guerra árabe-israelí de 1948, y después del Armisticio de 1949, Beitunia y el resto de Cisjordania quedaron bajo control jordano.

### Desde 1967 hasta la actualidad
Desde la Guerra de los Seis Días de 1967, Beitunia permanece bajo ocupación israelí.

#### Muro de separación
Aunque la superficie del municipio de Beitunia es de 2, 617.4 hectáreas (26,174 dunams), de las cuales 336.2 hectáreas son área urbanizada, el muro de separación israelí ha aislado la zona urbana del 66% de las tierras del municipio. La mayoría de la zona seccionada (denominada informalmente como Zona de Costuras) consiste en bosques y espacios abiertos, tratándose esencialmente de tierras de cultivo y pasto del ganado.

#### La mezquita Salah El-Dein

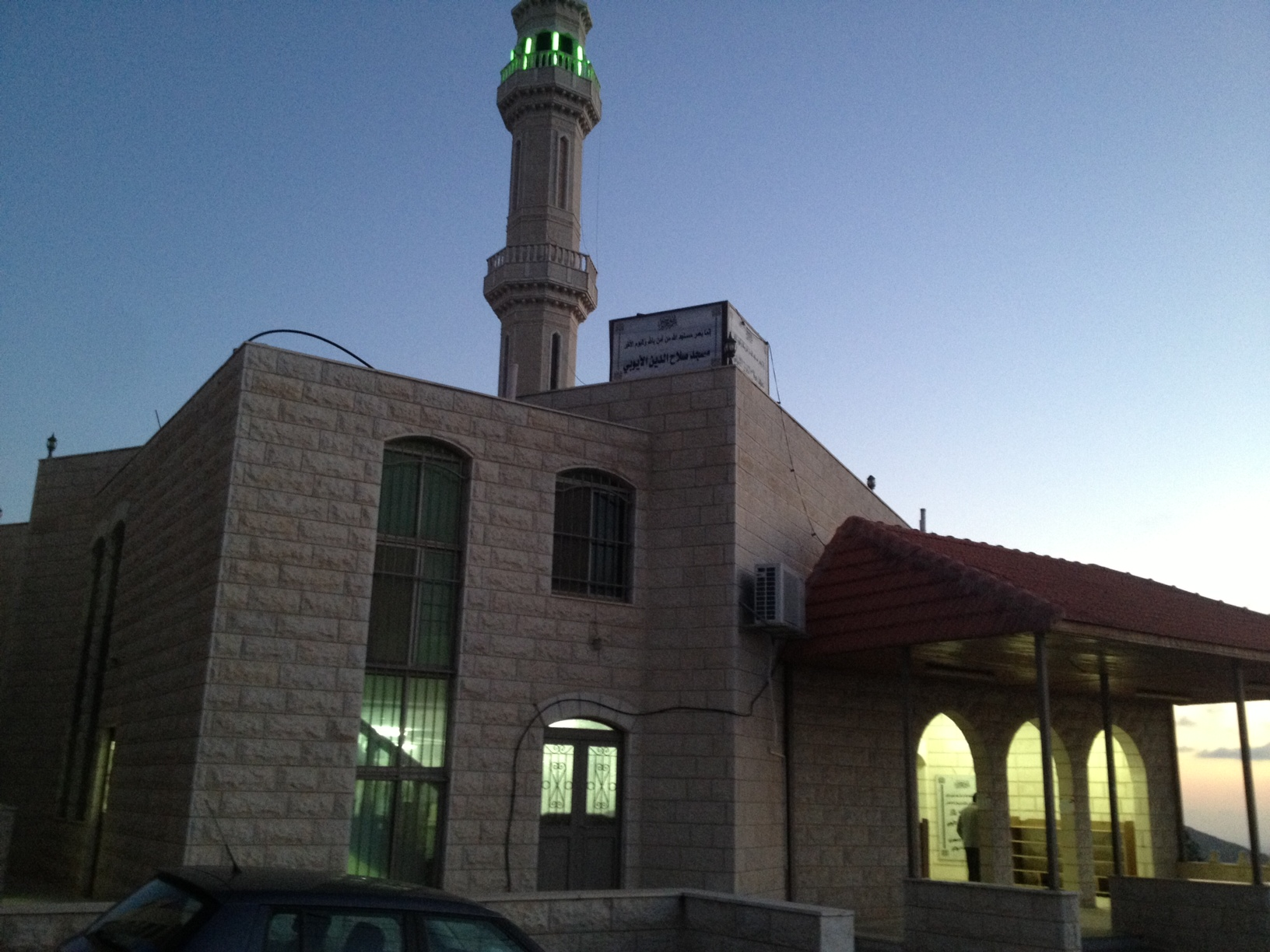
Mezquita de Salah Dein

La mezquita Salah El-Dein fue inaugurara en 2002 al oeste de la ciudad. Fue bautizada así en honor al gran líder musulmán Saladino y está considerada como una de las principales mezquitas de la zona. Tiene 3 pisos y una capacidad aproximada de 500 personas.[cita requerida]

#### Ocupación israelí
En Beitunia se encuentra uno de los pasos fronterizos que conectan Israel con Palestina. Este paso ha sido frecuentemente utilizado para la liberación de presos palestinos, como sucedió en 2013, 2011 y 2005. También en Beitunia está la cárcel israelí de Ofer, la única de este tipo en territorio palestino.
Cinco policías palestinos murieron acribillados por soldados israelíes el 15 de marzo de 2001 en Beitunia. Un conductor de ambulancia encontró los cuerpos en una fosa a las afueras de la ciudad. Una portavoz del ejército israelí explicó que un grupo de soldados disparó sobre unas "figuras sospechosas que se hallaban donde no debían estar" y que "probablemente se trataba de ellos". Según Al-Jazeera y la Media Luna Roja, los policías fueron "ejecutados" "a sangre fría" y con "disparos a quemarropa" en una habitación en la que habían quedado cercados por los soldados. Poco después, tropas israelíes invadieron Beitunia y un barrio de Hebrón.
Fadel Abu Zahira (9 años) fue asesinado de un disparo el 18 de abril de 2002 en su casa propia de Beitunia. La bala procedía de un vehículo blindado y atravesó la ventana.
Hussein Mahmoud 'Awad 'Alian (17 años) murió por disparos israelíes el 16 de abril de 2004 durante una manifestación contra el muro de separación.
Tres palestinos fueron abatidos por fuerzas israelíes el 21 de noviembre de 2004 en Beitunia. Fuentes israelíes aseguraron que los soldados abrieron fuego en respuesta a los disparos realizados por los palestinos desde su coche mientras intentaban evitar ser apresados. Entre los muertos se encontraba un comandante de las Brigadas de los Mártires de Al-Aqsa
Dos jóvenes, Nadim Nawarah y Mohammad Odeh, fueron asesinados a tiros el 15 de mayo de 2014 en lo que se conoció como los asesinatos de Beitunia. Otro menor, de 15 años, resultó herido grave. Los disparos fueron realizados mientras los jóvenes celebraban la Nakba a las afueras de la prisión israelí de Ofer, en Beitunia. Un policía israelí fue detenido y acusado de la muerte de Nawarah, siendo finalmente condenado a 9 meses de cárcel.
El 14 de noviembre de 2022, una niña autista de 14 años, Fullah Rasmi 'Abd al-'Aziz Maluh, fue asesinada por un disparo en el pecho efectuado por un soldado israelí cuando el coche en el que viajaba se acercó a un puesto de control. El conductor, que resultó herido en el hombro, fue arrestado acusado de haber intentado atropellar a los soldados, pero fue liberado días después sin cargos.

#### Familias en Sudamérica
Muchas familias oriundas de la ciudad de Beitunia establecieron su residencia en Sudamérica, entre las que destacan la familia Beituni, Judeh, Dahla, Hereish, Qort, Suhail, Shahin, Qadus, entre otras, donde trabajan en el comercio textil, con establecimientos en regiones fronterizas en el sur de Brasil, en pueblos como Cruz Alta, Uruguayana o Santana do Livramento, así como en Rivera, en Uruguay.